# Comuna Povljana, Zadar
Povljana este o comună în cantonul Zadar, Croația, având o populație de 759 de locuitori (2011).

## Demografie
Componența etnică a comunei Povljana
     Croați (95,92%)
     Albanezi (1,71%)
     Necunoscut (0%)
     Neclasificat (1,84%)
Componența confesională a comunei Povljana
     Catolici (96,84%)
     Fără religie și atei (1,19%)
     Necunoscută (0,79%)
     Alte religii (1,19%)
Conform recensământului din 2011, comuna Povljana avea 759 de locuitori. Din punct de vedere etnic, majoritatea locuitorilor (95,92%) erau croați, cu o minoritate de albanezi (1,71%). Din punct de vedere confesional, majoritatea locuitorilor (96,84%) erau catolici, cu o minoritate de persoane fără religie și atei (1,19%). Pentru 0,79% din locuitori nu este cunoscută apartenența confesională.